# Silje Torp

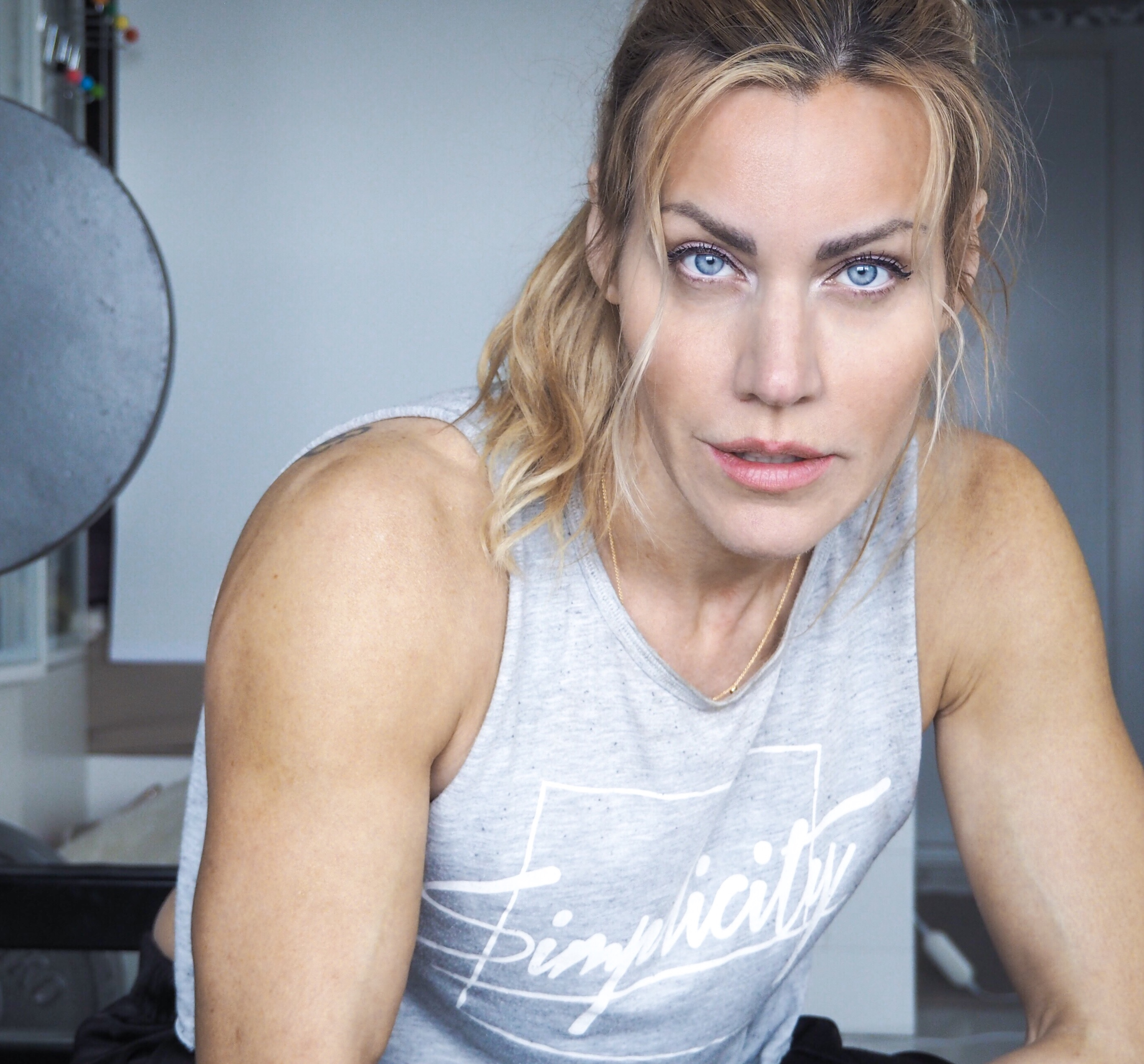
Torp im März 2019

Silje Torp (* 19. Oktober 1974 in Oslo als Silje Torp Færavaag) ist eine norwegische Schauspielerin und Autorin.

## Leben
Von 1997 bis 2000 besuchte sie die Statens teaterhøgskole (staatliche Theaterakademie Norwegens). Zuvor absolvierte sie im italienischen Carrara eine Ausbildung zur Bildhauerin und Steinmetzin.
Internationale Bekanntheit erlangte sie durch ihre Rollen in den Fernsehserien Lilyhammer und Norsemen.
2019 veröffentlichte sie das Fitnessbuch Sterk med strikk.

## Filmografie
- 2002 Sejer  (Fernsehserie)
- 2003 Glimt (Kurzfilm)
- 2003 Mia  (Fernsehserie)
- 2004 Hawaii, Oslo
- 2004 Mot Moskva
- 2005 Thomas Hylland Eriksen og historien om Origamijenta
- 2006 Etaten (Fernsehserie)
- 2006 Gymnaslærer Pedersen
- 2007 Null-null (Kurzfilm)
- 2007 Mars og Venus
- 2009 Mein Freund Knerten (Knerten)
- 2010 Ein Mann von Welt (En ganske snill mann)
- 2010–2015 Dag (Fernsehserie)
- 2013 Lilyhammer (Fernsehserie)
- 2013 Der Halbbruder (Halvbroren, Fernsehserie)
- 2014 Underholdningsavdelingen (Fernsehserie)
- 2014 Sofia Flux (Fernsehserie)
- 2016–2020 Norsemen (Vikingane, Fernsehserie)
- 2017: Prebz og Dennis –The Movie
- 2018: Rekyl (Fernsehserie)
- 2021–2022 Neste sommer (Fernsehserie)
- 2022: Titina – Ein tierisches Abenteuer am Nordpol (Titina)

## Werke
- Sterk med strikk. Cappelen Damm, Oslo 2019, ISBN 978-82-02-61514-7.